# 东湖站 (绍兴)
绍兴东站是中国浙江省绍兴市一座铁路车站，位于东湖镇罗家庄。车站原名东湖站，是萧甬铁路一座车站，距杭州站66公里。车站始建于1960年，在2013年被撤销前为三等站。
2010年，绍兴东站新建工程开工，新站址位于原站东侧5公里的皋埠站，设到发线8条（其中正线2条），预留1条，有效长850m，计划近期货运量665万吨，远期货运量924万吨。2013年完工，原站址东湖站被撤销。
2020年，绍兴城际线二期工程的新增车站迪荡站在原站址东湖站东部仅700米左右开工建设，2022年12月30日开通运营，有绍兴城际线列车停靠。